# Tradició de les tombes de tir

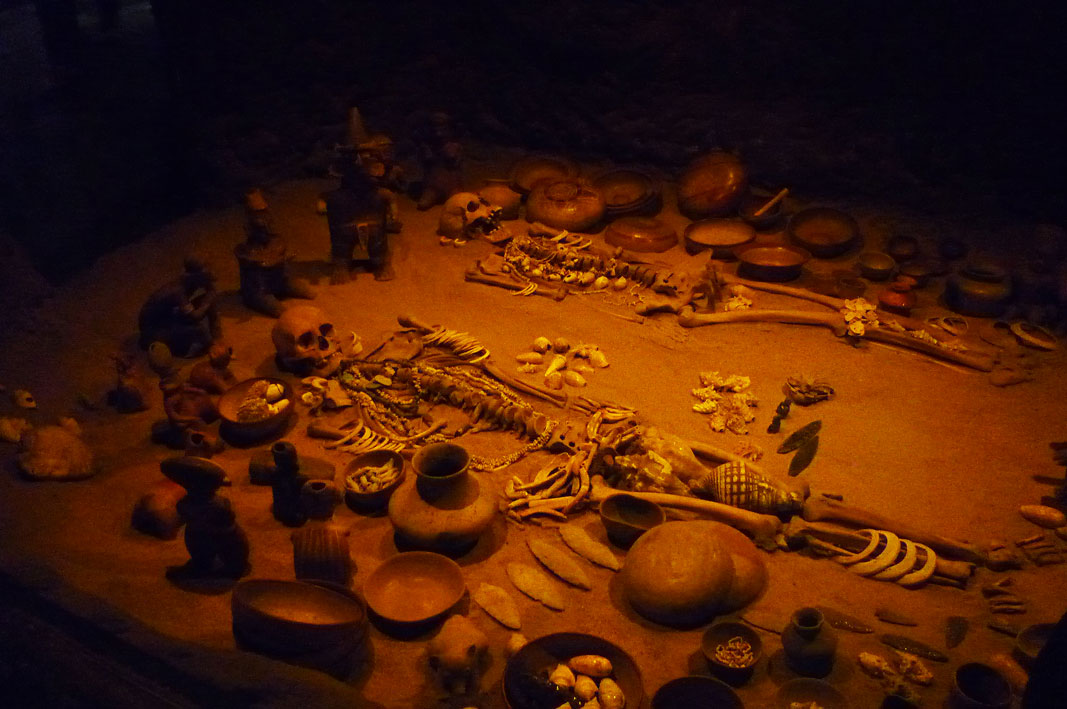
Reconstrucció d'una tomba de tir excavada exposada en el Museu Nacional d'Antropologia, Mèxic

La tradició de les tombes de tir de l'occident de Mèxic remet a un conjunt de trets culturals que apareixen en els estats occidentals de Jalisco, Nayarit i, en menor mesura, de Colima, al sud, i que daten si fa no fa del període comprés entre l'any 300 abans de la nostra era i el 400, tot i que hi ha un ampli consens sobre aquesta data final. Gairebé tots els objectes associats amb aquesta tradició de tombes de tir han estat descoberts per saquejadors i no tenen procedència documentada, i això fa que la datació en siga problemàtica.
La primera gran tomba de tir intacta associada a aquesta tradició es descobrí l'any 1993 a Huitzilapa, Jalisco.
Al principi, se'n van considerar d'origen purépecha (tarascos), contemporànies dels mexiques, a mitjan segle xx. Més endavant, es va fer evident que els artefactes i les tombes eren més de mil anys més antics. Fins fa poc, els artefactes saquejats eren tot el que se sabia del poble i la cultura o cultures que crearen les tombes de tir. De fet, se'n sabia tan poc que una important exposició del 1998 que destacava aquests objectes se subtitulava: «Art i arqueologia del passat desconegut».
En l'actualitat es pensa que, tot i que les tombes de tir estan àmpliament distribuïdes per tota l'àrea, la zona no estava pas culturalment unificada. Els arqueòlegs, però, lluiten encara per identificar i anomenar les antigues cultures de l'occident de Mèxic d'aquest període.

## Descripció

Llocs arqueològics de l'occident de Mèxic. Els cercles taronges mostren jaciments arqueològics. Els cercles verds més grans ressalten els jaciments més importants. Observe's que els llocs formen el que s'ha anomenat l'«arc de tombes de tir» que s'estén des del nord-oest de Nayarit fins a Colima, passant per les terres altes centrals de Jalisco

Es creu que la tradició de les tombes de tir va començar al voltant de l'any 300 abans de la nostra era. Algunes tombes de tir són anteriors a la tradició en més de 1.000 anys; per exemple, la tomba de tir d'El Opeño, a Michoacán, data de l'any 1500 ae, però està vinculada al centre de Mèxic, més que a l'occident. Com moltes altres coses relacionades amb la tradició, els seus orígens no són clars, tot i que les valls al voltant de Tequila, Jalisco, que inclouen els jaciments arqueològics de Huitzilapa i Teuchitlán, constitueixen el seu «nucli indiscutible». La tradició va durar almenys fins a l'any 300, tot i que no n'hi haja un ampli acord sobre la data de finalització.
Les tombes de tir de l'occident mexicà es caracteritzen per tenir un pou vertical o quasi vertical, excavat de 3 a 20 metres de fondària en què sovint hi ha tuf volcànic subjacent. La base del pou s'obri cap a una o dues (a vegades més) cambres horitzontals, potser de 4 per 4 metres (tot i variar considerablement), amb un sostre baix. Les tombes de pou o tir sovint solien estar associades a un edifici.
Es troben més d'un enterrament en cada cambra i l'evidència indica que les tombes s'utilitzaren per famílies o llinatges al llarg del temps. El treball involucrat en la creació de les tombes de tir, juntament amb el nombre i la qualitat de l'aixovar funerari, indiquen que les tombes s'empraren només per les elits de la societat, i demostren que les cultures de les tombes de tir estaven molt estratificades en aquesta data primerenca.
Els llocs d'El Opeño i La Campana de Colima presenten algunes tombes de tir i, sovint, s'associen amb la cultura capacha.

## Figures i retaules de ceràmica

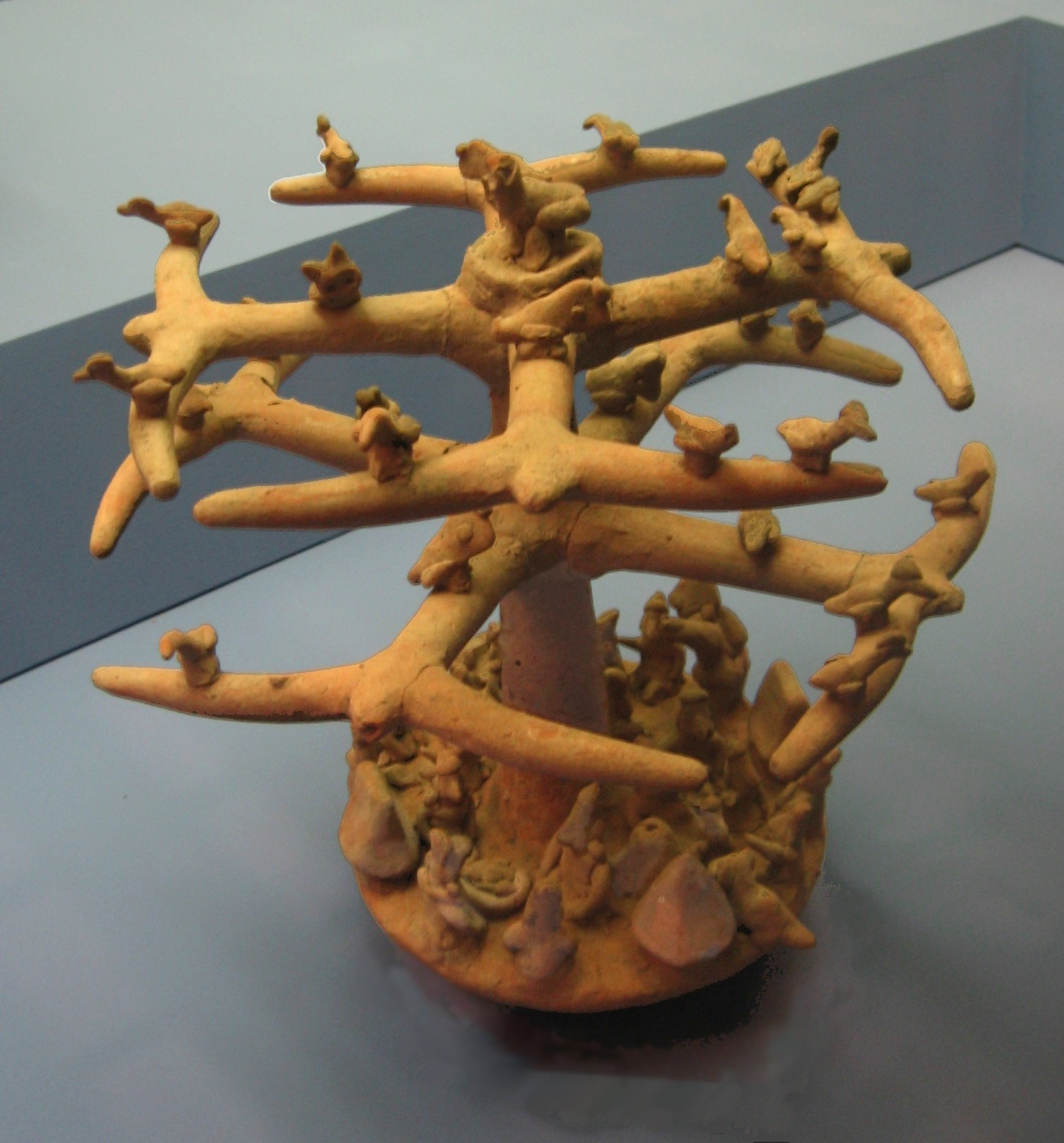
Retaule de Nayarit que mostra un arbre de diverses capes amb ocells. S'ha proposat que els ocells representen ànimes que encara no han descendit a l'Inframon, mentre que l'arbre central pot representar l'arbre del món mesoamericà

L'aixovar funerari d'aquestes tombes inclouen figures buides de ceràmica, joies d'obsidiana i petxina, pedres semiprecioses, atuells de ceràmica (que sovint contenia aliments) i altres utensilis domèstics com ara malacates i metates. Els articles més inusuals són trompetes de caragol recobertes d'estuc i altres aplicacions. A diferència d'altres cultures ameríndies de Mesoamèrica com ara l'olmeca i la maia, els objectes de les tombes de tir contenen poca o gens d'iconografia i, per tant, aparentment manquen de significat simbòlic o religiós.

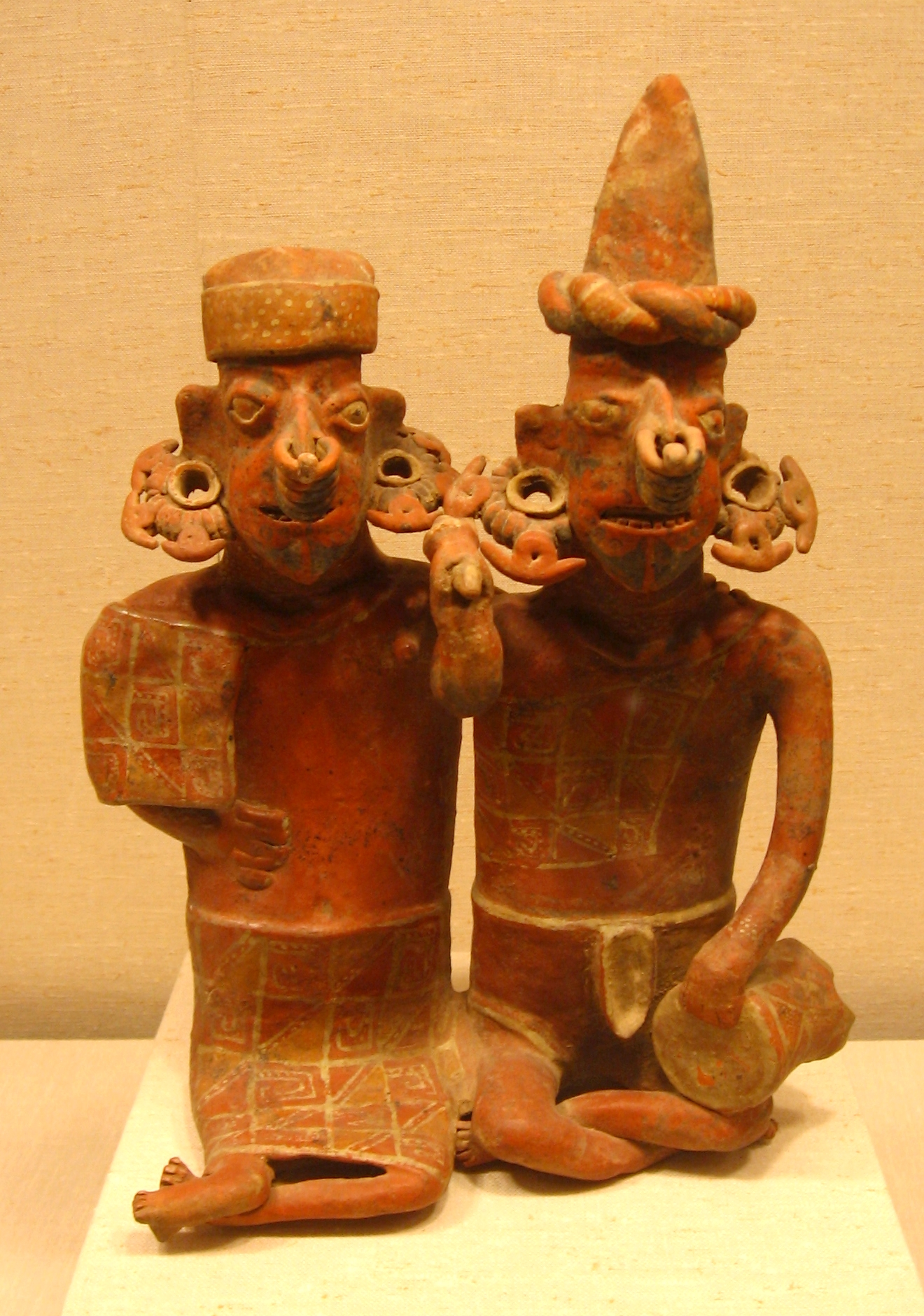
Una parella d'avantpassats de Nayarit, 100 ae - 200, executada a l'estil d'Ixtlán del Río

Les abundants estatuetes de ceràmica han atret l'atenció pública i es troben entre les més dramàtiques i interessants produïdes a Mesoamèrica. Aquestes ceràmiques, de fet, foren aparentment la principal eixida per a l'expressió artística de les cultures de les tombes de tir i hi ha poc o cap document d'arquitectura monumental, esteles o altre art públic associat.
Com que la majoria d'aquestes ceràmiques manquen de procedència, l'anàlisi s'ha centrat en els estils i temes de les ceràmiques.

### Estils
Els principals grups estilístics inclouen:
- Ixtlán del Río. Aquestes estatuetes abstractes tenen cossos plans i quadrats amb rostres molt estilitzats, amb narigueres i anelles. Les figures assegudes tenen extremitats primes en forma de corda, mentre que les figures alçades tenen extremitats curtes i robustes. L'etnògraf i caricaturista Miguel Covarrubias, un dels primers a descriure aquest estil, afirmà que «aconsegueix els límits de la caricatura absurda i brutal, un peculiar concepte estètic que gaudeix de la creació de monstruositats infrahumanes inquietants».[16] L'historiador d'art George Kubler sosté que «els cossos guaixats, les boques amb ganyotes i els ulls fixos transmeten una expressió inquietant que només es resol en part per l'animació i l'energia plàstica de les formes turgents».[17]

Figureta d'estil xinés (tipus C), amb els típics ulls inflats i esquinçats i cames curtes i afilades

- Les estatuetes xineses van ser anomenades així pels marxants d'art per la suposada aparença xinesa. Un tipus primerenc, el xinés, s'identifica amb Nayarit i se n'han identificat fins a cinc subgrups principals, tot i que n'hi ha una superposició considerable.[18][19] Les figures del tipus A, l'anomenat xinés clàssic, estan representades de manera realista.[20] Un destacat curador, Michael Kan, considera que «el seu exterior tranquil i subtil suggereix més que no demostra emocions».[21] Aquestes figures de tipus A són tan semblants entre si que s'ha suggerit que serien la producció d'una sola «escola».[22] Les dels tipus B a E en són més abstractes i es caracteritzen per ulls inflats i esquinçats que es fonen amb el rostre, i caps amples, rectangulars o triangulars. Aquestes figures sovint apareixen assegudes o reclinades, amb cames bulboses escurçades que s'estrenyen fins a convertir-se en punxa.[23]
- L'estil Ameca, associat a Jalisco, es caracteritza per un rostre allargat i un front alt, sovint rematat amb trenes o tocats en forma de turbant. El nas aguilenc també és allargat i els ulls grossos són amples i fixos, amb vores pronunciades creades afegint tires separades d'argila al voltant dels ulls.[24] La boca ampla està tancada o lleument oberta i les mans grosses tenen ungles molt delineades. Kubler hi detecta tant un estil primerenc de "cara d'ovella" que sembla «erosionat o fos en els continus passatges del modelatge que uneixen en comptes de dividir les parts del cos» i un estil posterior que és «més animat i més incisivament articulat».[25]

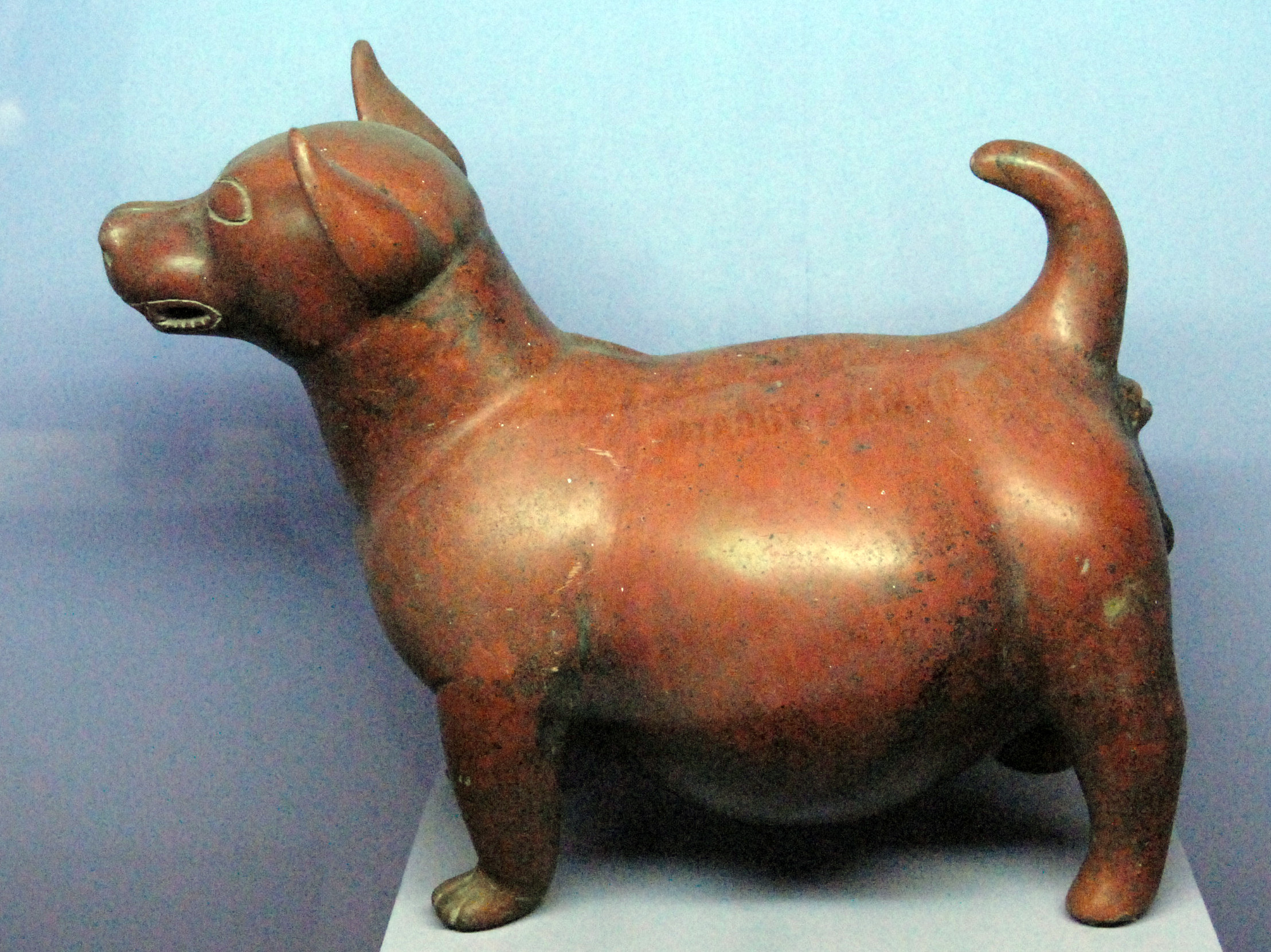
Un gos gros, i potser engreixat, de Colima

- La ceràmica de Colima es pot identificar per les formes suaus i redones i el seu càlid marró rogenc.[27] Colima és particularment conegut per la l'àmplia gamma d'estatuetes d'animals, sobretot gossos. Els humans dins l'estil de Colima són més «amanerats i menys exuberants» que altres figuretes de tombes de tir.[28]

Altres estils n'inclouen El Arenal, San Sebastián i Zacatecas. Tot i que existeix un acord general sobre els noms i trets dels estils, no és unànime. A més, aquests estils sovint se superposen en un grau o un altre, i moltes figuretes en repten la categorització.

### Temes
Els temes més usuals de la ceràmica de les tombes de tir són:
- Retaules ceràmics que mostren diverses persones realitzant activitats aparentment típiques. Concentrats a les terres altes de Nayarit i a les zones adjacents de Jalisco, aquests retaules presenten una rica visió etnogràfica de les pràctiques funeràries, el joc de pilota mesoamericà, l'arquitectura (sobretot la perible) i potser fins i tot el pensament religiós durant el període Formatiu tardà.[29]

Alguns retaules són quasi fotogràfics en els detalls, i s'han arribat a associar amb ruïnes arquitectòniques en el camp.

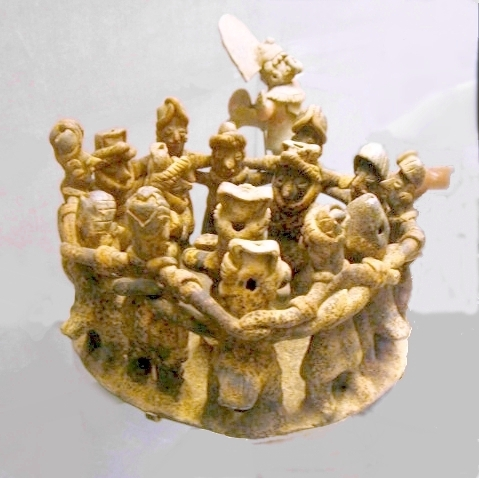
Un característic retaule circular de ceràmica que mostra més d'una dotzena de músics i ballarins

- Els gossos de ceràmica són àmpliament coneguts en tombes saquejades de Colima. En les cultures mesoamericanes es creia que els gossos representaven guies de l'ànima dels morts i algunes ceràmiques de gossos tenen màscares humanes.[31][32] També, però, cal assenyalar que els gossos eren sovint la principal font de proteïna animal en l'antiga Mesoamèrica.[33]
- Les parelles ancestrals (o matrimonials) de figures femenines i masculines són comunes entre els aixovars funeraris de la tradició de les tombes de tir. Aquestes estatuetes, que potser representen avantpassats, poden estar unides o separades i, sovint, són de l'estil d'Ixtlán del Río.[34]
- Moltes figuretes de tombes de tir, que abasten estils i ubicacions de l'occident de Mèxic, porten una banya a la part alta del front. S'han proposat algunes teories per a aquestes banyes: que mostren que la figura és un xaman, que són caragols de mar abstractes (una relíquia no rara d'una tomba de tir) i, com a tals, són un emblema de govern o són un símbol fàl·lic.[35][36] Aquestes teories no són pas mútuament excloents.

### Usos
Si bé aquestes ceràmiques foren recuperades com a aixovar funerari, n'hi ha el dubte de si van ser creades específicament per a un ritu mortuori o si van ser utilitzades abans de l'enterrament, potser pel que seria soterrat. Tot i que algunes peces mostren signes de desgast, encara no és clar si se'n tracta de l'excepció o de la regla.

## Context

### Cultures de l'occident de Mèxic
S'ha intentat connectar la tradició de les tombes de tir amb la Tradició de Teuchitlán, una societat complexa que ocupa quasi la mateixa geografia que la tradició de les tombes de tir.
A diferència de les típiques piràmides i places centrals rectangulars mesoamericanes, la Tradició de Teuchitlán conté places centrals circulars i piràmides còniques úniques. Aquest estil arquitectònic circular sembla reflectir-se en les moltes escenes dels retaules de les tombes de tir. Coneguda sobretot per aquesta arquitectura, la Tradició de Teuchitlán sorgeix si fa no fa alhora que la tradició de les tombes de tir, en el 300 abans de la nostra era, però dura fins a l'any 900, molts segles després del final de la tradició de les tombes de tir. La Tradició de Teuchitlán sembla ser una conseqüència i una elaboració de la tradició de les tombes de tir.

### Cultures mesoamericanes
Pel fet que l'oest de Mèxic és a la perifèria de Mesoamèrica, durant molt de temps se l'ha considerat fora del corrent més important mesoamericà, i les cultures d'aquesta època semblen estar prou aïllades de moltes de les influències mesoamericanes principals. Per exemple, no s'han trobat objectes d'influència olmeca de les tombes de tir, ni evidències de calendaris o sistemes d'escriptura mesoamericans, tot i que alguns marcadors culturals mesoamericans, com ara el joc de pilota mesoamericà, hi són presents.

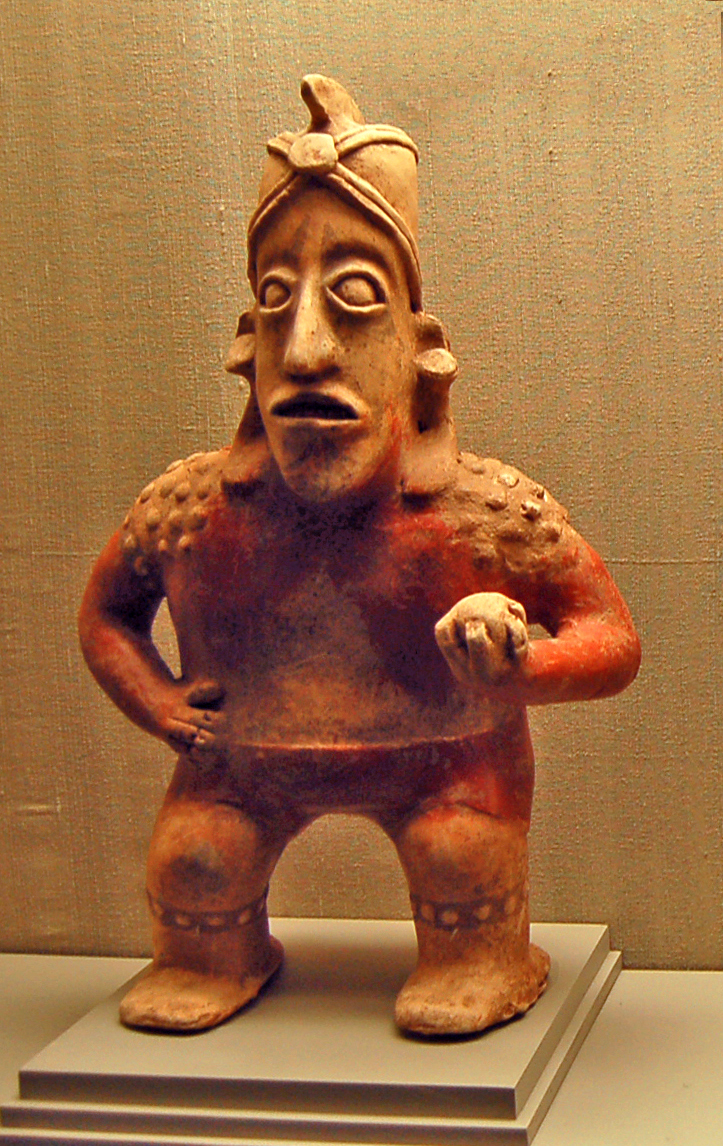
Figureta d'estil Ameca de Jalisco. La cresta és un tret comú en moltes figures tradicionals. La pilota semblaria vincular el tema amb el joc de pilota mesoamericà

Malgrat això, els habitants d'aquesta àrea vivien de manera molt semblant als seus homòlegs mesoamericans d'altres indrets. El trio habitual de fesol, carabassa i dacsa es combinava amb xiles, iuca i altres tubercles, cereals i amb proteïnes animals de gossos, galls dindis i ànecs domèstics, així com de caça. Vivien en cases de tova amb sostre de palla, cultivaven cotó i tabac, i feien una mica de comerç a llarga distància amb obsidiana i altres productes.
Les tombes de tir no es troben pas en cap altre indret de Mesoamèrica i les estructures homòlogues més properes provenen del nord-oest d'Amèrica del Sud.

### Tombes de tir sud-americanes
Les tombes de tir també apareixen en el nord-oest d'Amèrica del Sud en un període una mica posterior a l'occidental de Mèxic (per exemple, als 200-300 al nord del Perú, més tard en altres àrees). Per a Dorothy Hosler, professora d'arqueologia i tecnologia antiga del MIT, "les semblances físiques entre els tipus de tombes del nord de Sud-amèrica i de l'occident de Mèxic són inconfusibles", mentre que l'historiador d'art George Kubler considera que les cambres de l'occident de Mèxic "s'assemblen a les tombes de tir de l'alt riu Cauca de Colòmbia". Altres, però, no estan pas d'acord que la similitud de forma demostre vincles culturals: Karen Olsen Bruhns afirma que "aquest tipus de contacte […] apareix sobretot en l'ull (confús) del sintetitzador".
S'han proposat, però, altres vincles entre l'occident de Mèxic i el nord-oest d'Amèrica del Sud, com ara el desenvolupament de la metal·lúrgia.

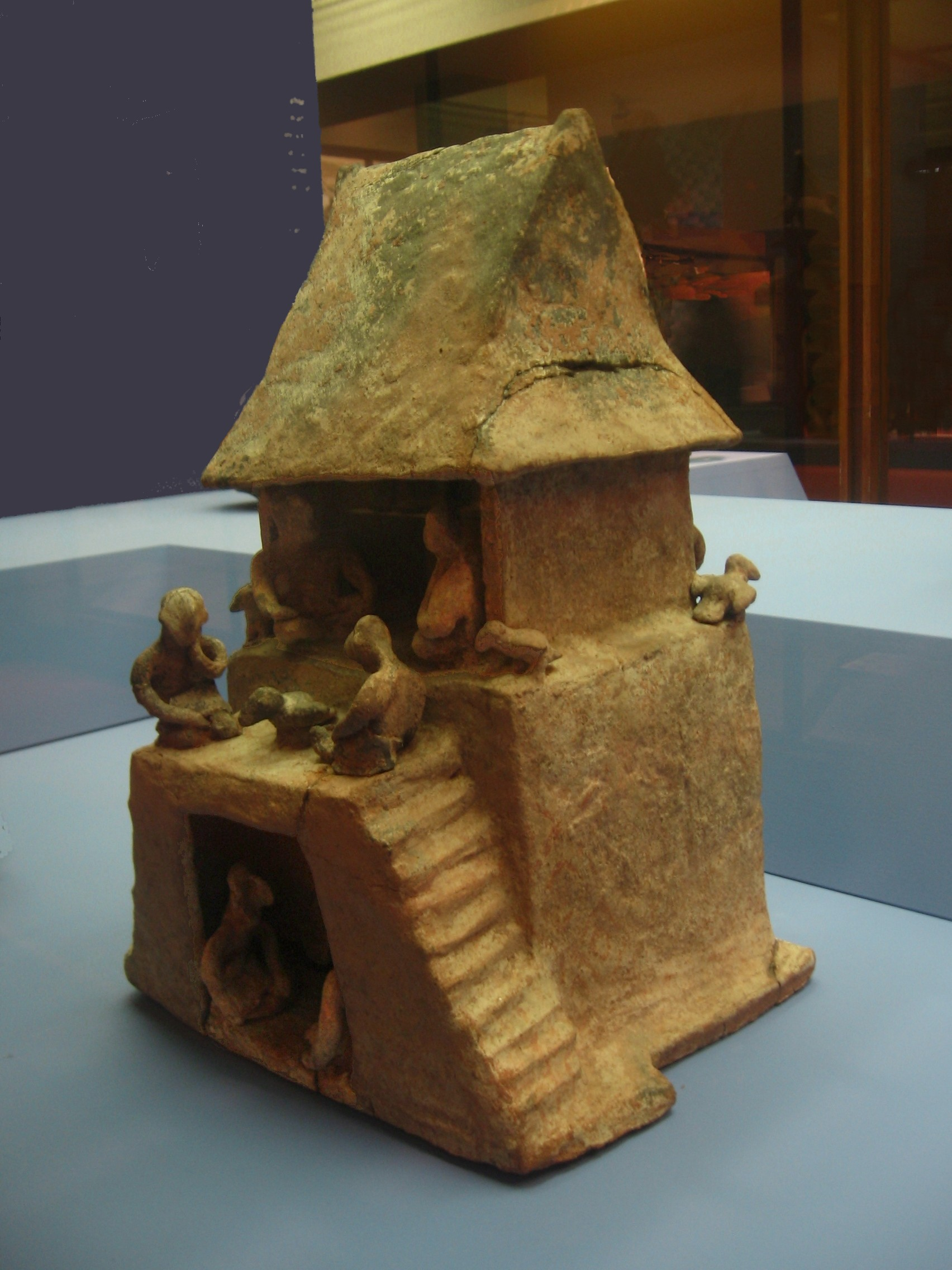
Una casa de ceràmica que mostra el sostre distintiu associat a les cultures de les tombes de tir i també a la tradició posterior de Teuchitlán. S'ha proposat que aquests models mostren la casa dels vius damunt i adossada a la casa dels morts

## Història de la recerca
El primer treball important que analitzà els objectes associats a la tradició de les tombes de tir o pou fou el de Carl Sofus Lumholtz del 1902: Unknown Mèxic. Juntament amb dibuixos de dipòsits funeraris, l'explorador noruec descrigué una tomba de tir saquejada que havia visitat el 1896. També descrigué les ruïnes de Tzintzuntzan, seu de l'estat purépetxa a uns 250 km cap a l'est, i fou un dels primers que utilitzà incorrectament el terme tarasco (purépetxa) per a descriure els artefactes de la tomba de tir.
Durant la dècada dels 1930, l'artista Diego Rivera acumulà molts artefactes de l'occident de Mèxic per a la seua col·lecció privada, un interés personal que va despertar un interés públic més ampli pels aixovars funeraris de l'oest mexicà. A la fi de la dècada dels 1930, una de les arqueòlogues més destacades de l'occident de Mèxic, Isabel Truesdell Kelly, en va iniciar les seues recerques. En el període entre el 1944 i el 1985, Kelly publicaria més d'una dotzena d'articles sobre el seu treball en aquesta àrea. El 1948 fou la primera a plantejar la hipòtesi de l'existència de l'"arc de tombes de tir", la distribució geogràfica dels indrets amb tombes de tir en l'occident de Mèxic.
El 1946, Salvador Toscà qüestionà l'atribució dels objectes de les tombes de tir als purépetxes, qüestionament que va ser représ el 1957 per Miguel Covarrubias, que va afirmar que la cultura purépetxa aparegué "després del segle X". Les opinions de Toscano i Covarrubias foren confirmades per la datació per radiocarboni de tombes saquejades i altres restes orgàniques rescatades en la dècada dels 1960 per Diego Delgado i Peter Furst. Com a resultat d'aquestes excavacions i les seues recerques etnològiques dels pobles indígenes huichol i cora de Nayarit, Furst proposà que els artefactes no eren sols meres representacions de pobles antics, sinó que també contenien un significat més profund. Les cases model, per exemple, mostraven l'habitatge dels vius en relació amb els morts (un cosmograma en miniatura) i els guerrers amb banyes eren xamans que lluitaven contra forces místiques.
El 1974, Hasso von Winning publicà una classificació exhaustiva dels objectes de les tombes de tir de l'oest de Mèxic, una classificació que continua utilitzant-se en gran manera en l'actualitat.
El descobriment el 1993 d'una tomba de tir no saquejada a Huitzilapa n'és la darrera fita important i proporciona "la informació més detallada fins hui sobre els costums funeraris" associats a la tradició de les tombes de tir.
- Mèxic precolombí
- Mesoamèrica

## Referències

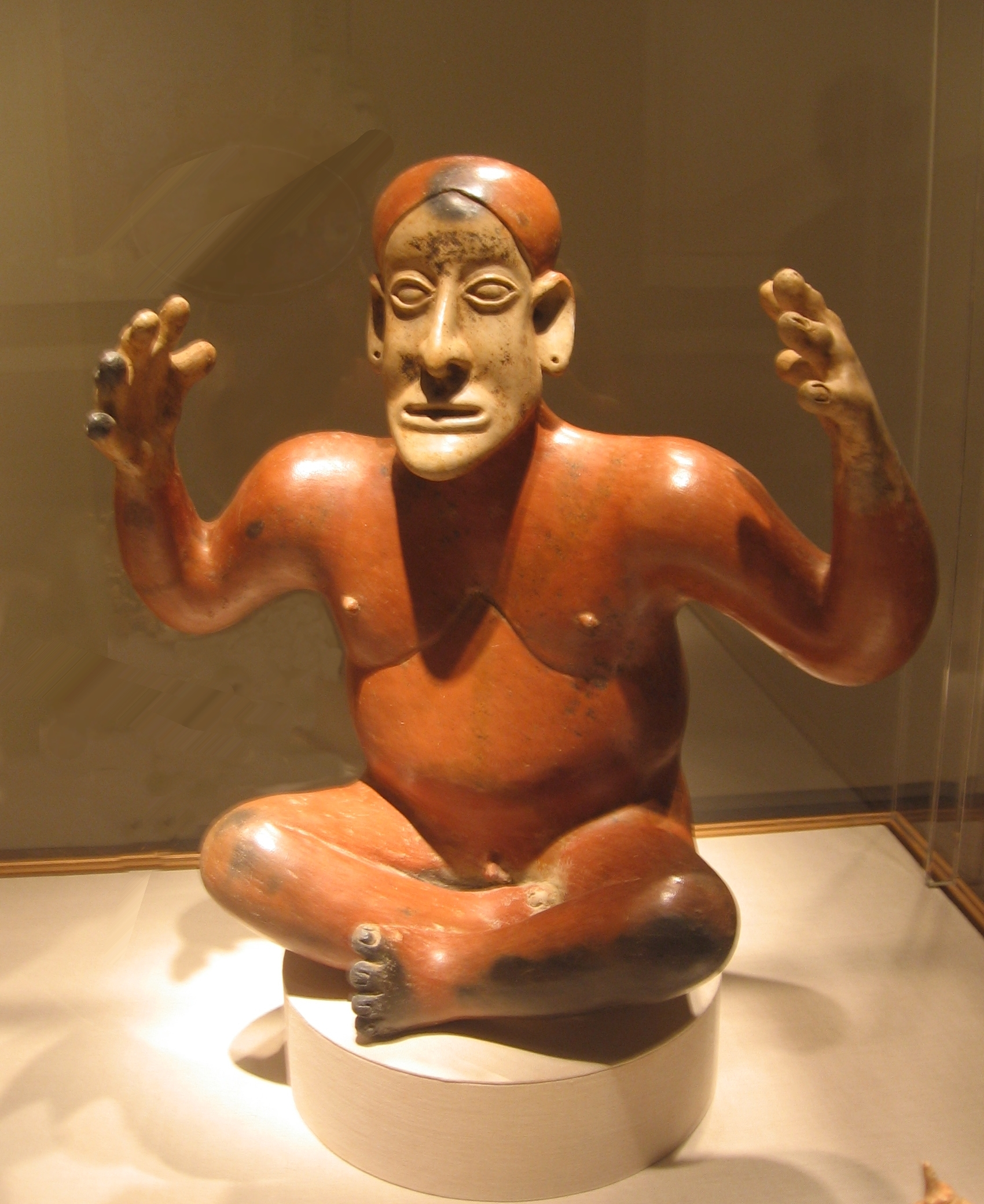
Una figura d'estil Ameca de Jalisco. Altura: 56 cm

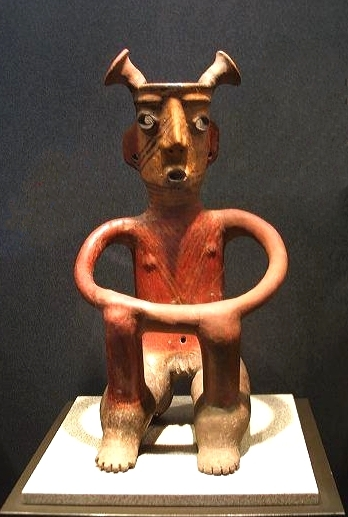
Figura de ceràmica d'estil zacateca que mostra les banyes distintives (potser flocs de cabell) que es troben en les figures masculines. Tant les masculines com les femenines mostren els característics caps plans i braços en forma de corda

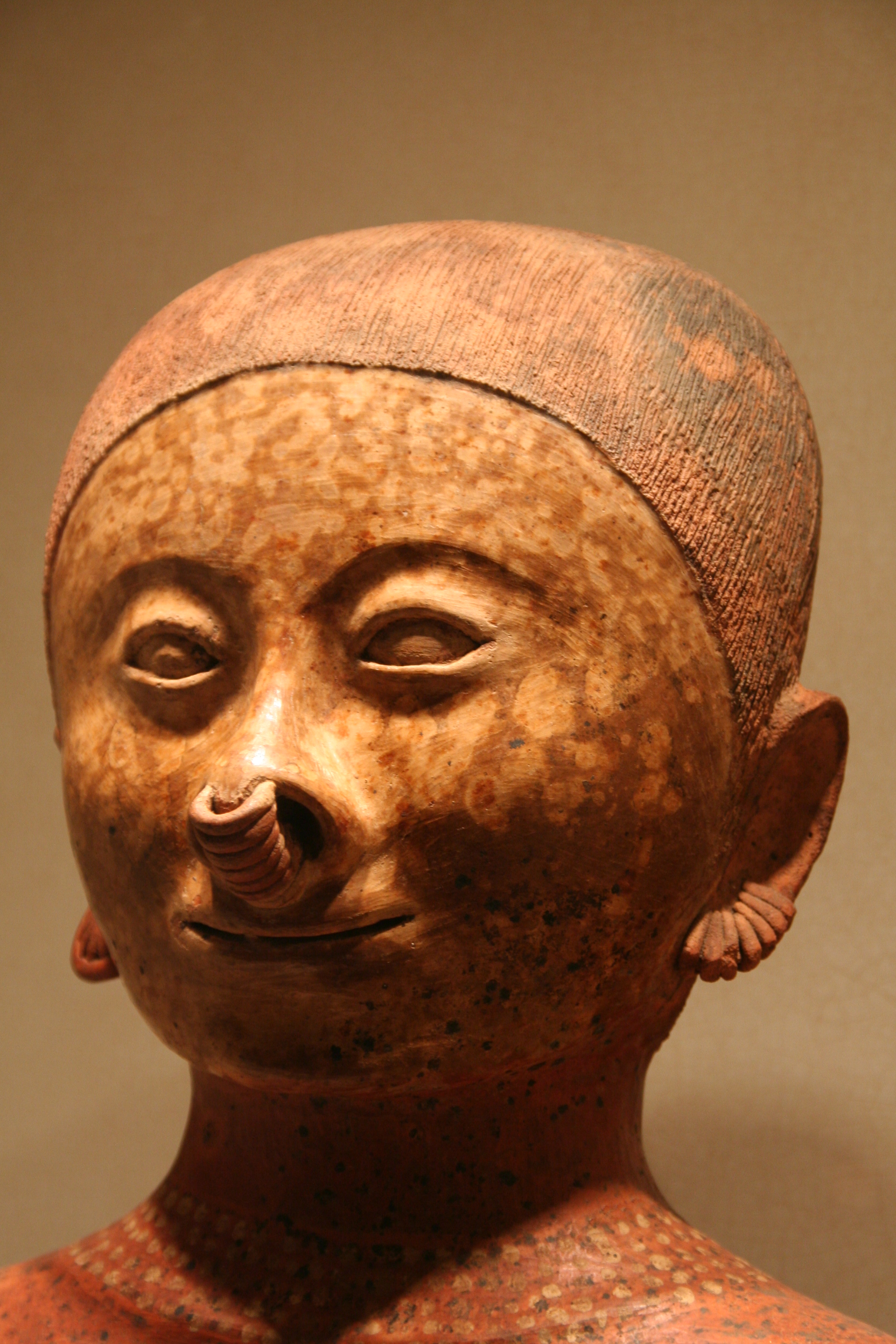
Detall d'una escultura de l'estil xinés. Període Clàssic, Nayarit